# United States Lighthouse Board

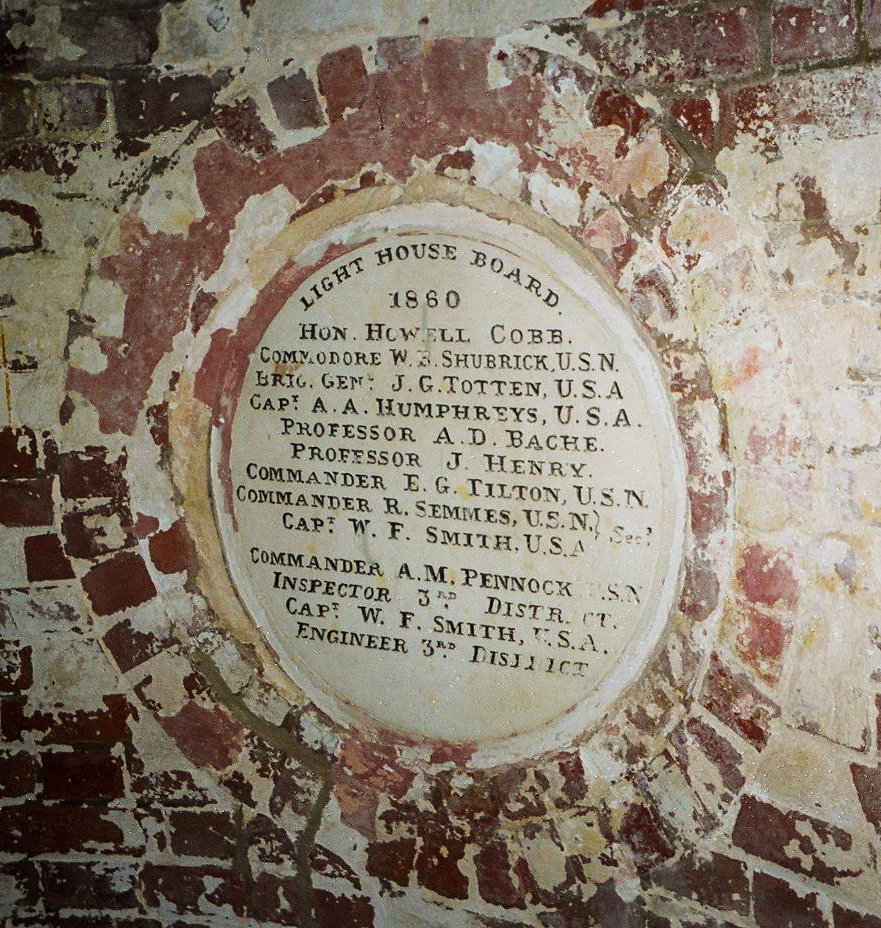
Leden van de Lighthouse Board in 1860

De United States Lighthouse Board was een, quasi militaire, organisatie onder controle van het Department of Treasury van de Verenigde Staten. 
Ze was vanaf 1852 tot 1910 verantwoordelijk voor de aanbouw en het onderhoud van vuurtorens en andere hulpen voor de navigatie. In 1910 werd de organisatie opgeheven en werden haar taken aan de United States Lighthouse Service overgedragen. 